# Leonhard Ragaz

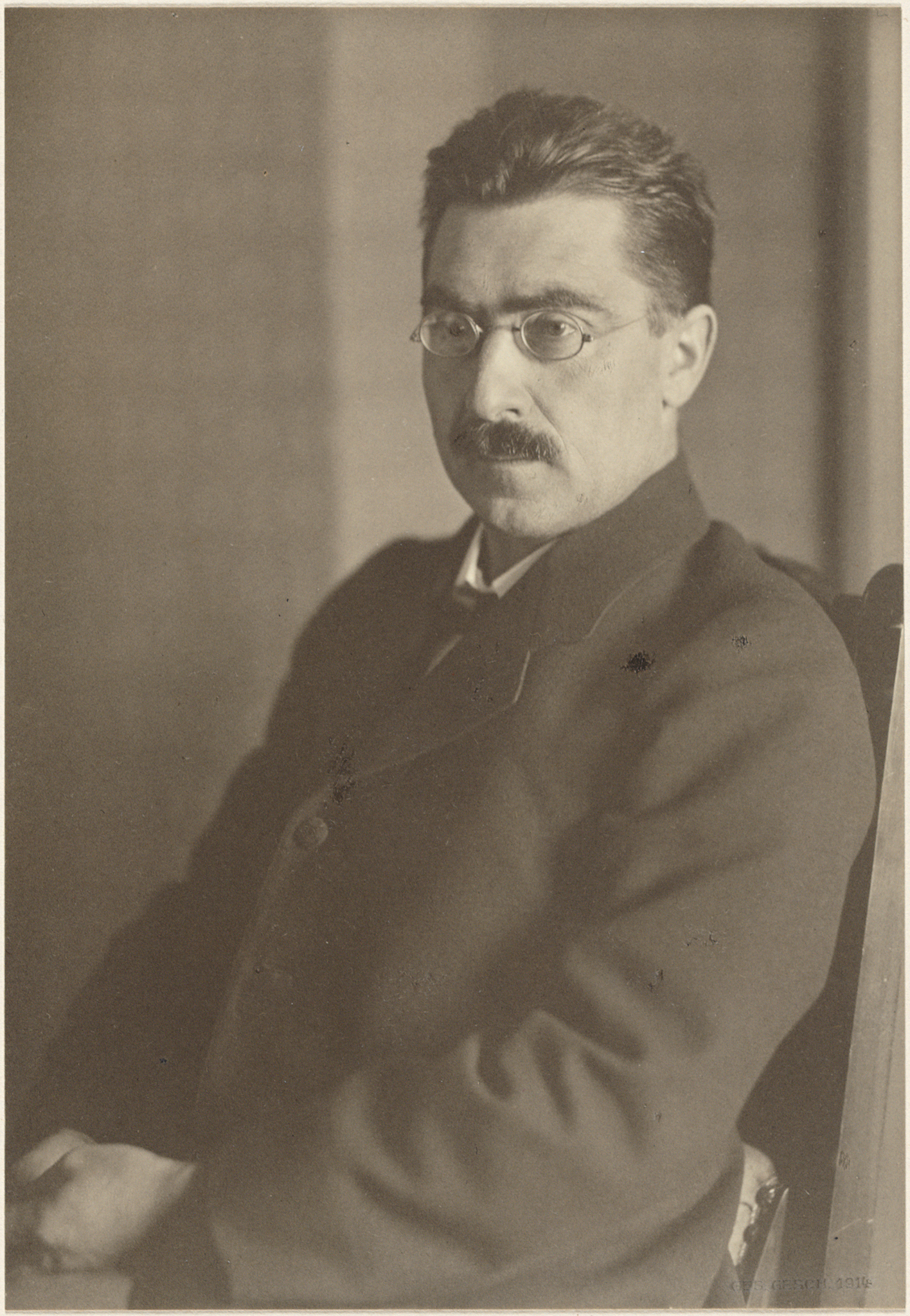
Leonhard Ragaz år 1914.

Leonhard Ragaz, född 28 juli 1868 i Tamins, död 6 december 1945 i Zürich, var en schweizisk reformerad teolog och, tillsammans med Hermann Kutter, en av grundarna av den religiösa socialismen i Schweiz. Han var influerad av Christoph Blumhardt. 
Ragaz var en del av Bergspredikoväckelsen. 
Han var gift med feministen och fredsaktivisten Clara Ragaz-Nadig.